# Drymonia crassa
Drymonia crassa är en tvåhjärtbladig växtart som beskrevs av Conrad Vernon Morton. Drymonia crassa ingår i släktet Drymonia och familjen Gesneriaceae. Inga underarter finns listade i Catalogue of Life.